# 아로자역
아로자역(Arosa)은 래티셰 철도(RhB)의 쿠어-아로자 철도 (‘아로자 철도’)에 있는 기차역이다. 오버제(주변 호수 중 하나)와 가까운 아로자 타운과 리조트에 위치하고 있다.
역은 노선의 상부 종점으로 매표소, 매점, 카페 등 다양한 여객시설을 갖추고 있다.
299m 길이의 터널이 역까지 올라갈 때 아로자의 일부 아래 선을 따라간다. 선의 맨 끝에 있는 역 바로 너머에 화물/ 철도 차량 사이딩의 넓은 야드가 있고 하단에는 2-도로 기관차 창고(기본적으로 입환용 기관차용)가 있다.

## 바이스호른 케이블카
아로저 바이스호른으로 올라가는 케이블카의 하부 역은 아로자역에서 매우 가깝다. 케이블카는 연중 대부분 낮 동안 20분마다 도착/출발한다.

## 운행편
다음 서비스는 아로자에서 정차한다:
- 레기오 : 쿠어까지 매시간 운행.

## 갤러리

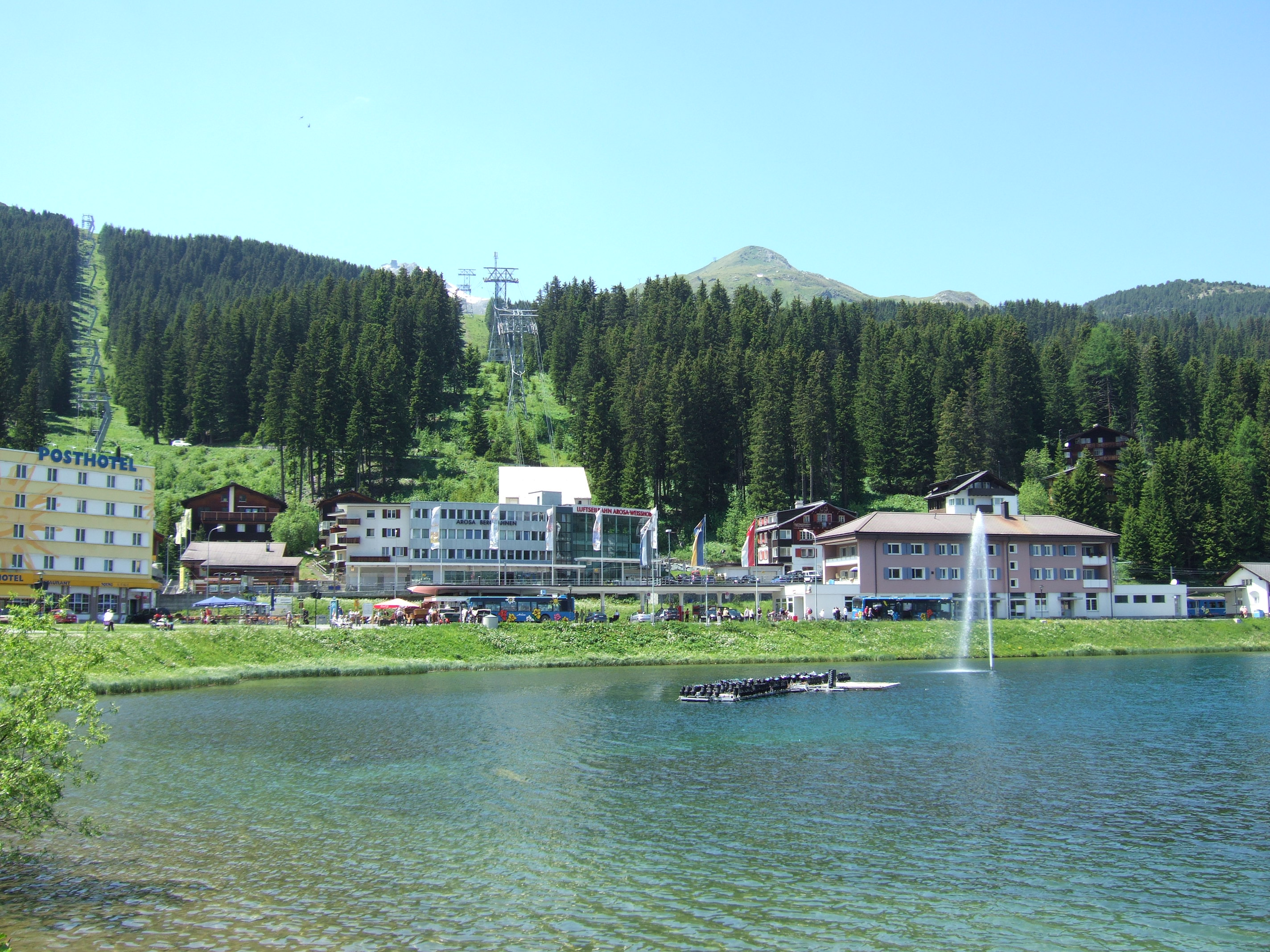
전경에 오버제가 있고 뒤에 케이블카가 있는 기차역의 전망
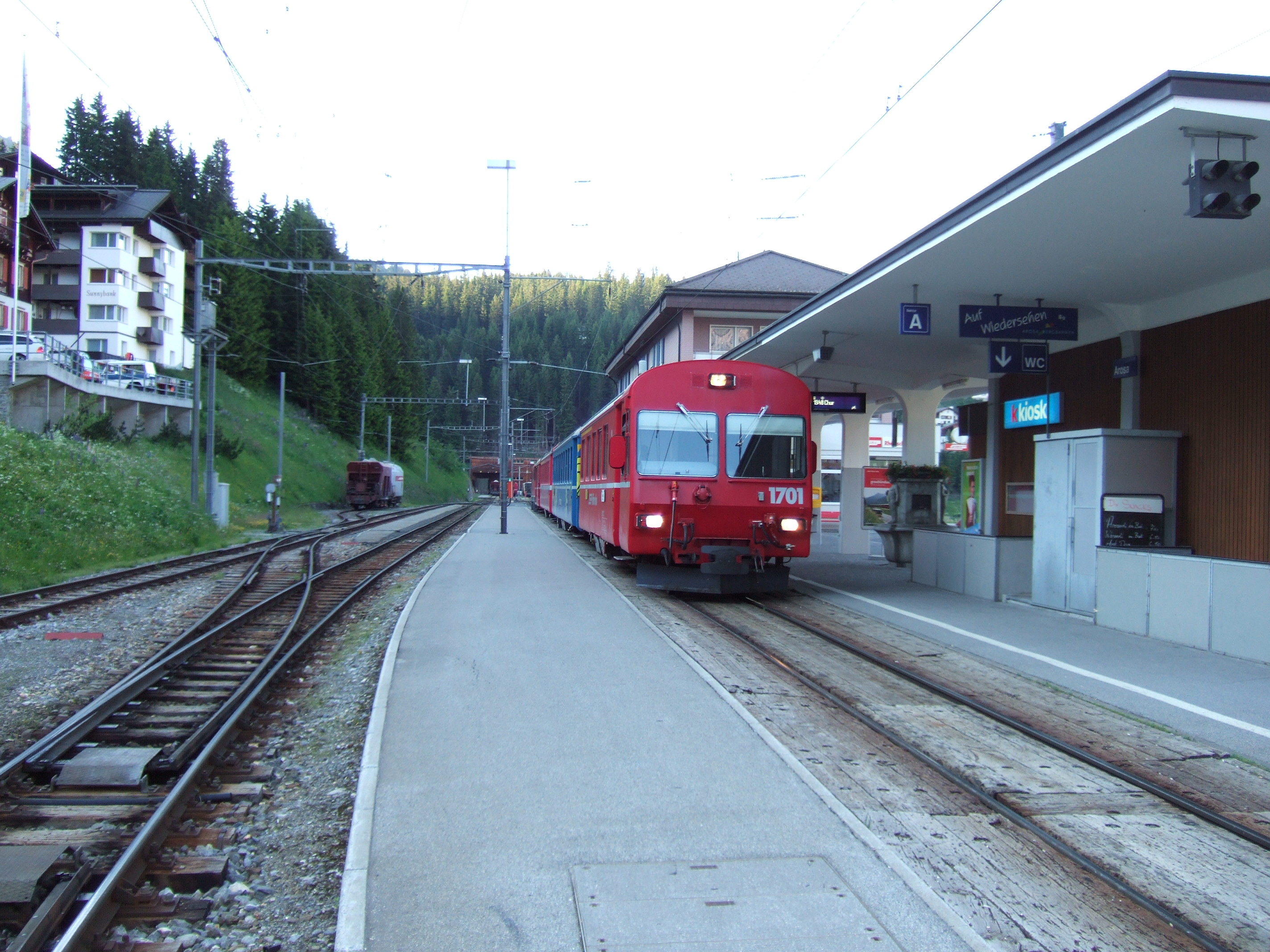
역의 하단에서 바라보는 기차는 출발을 기다리고 있다(두 개의 주요 플랫폼 사이)
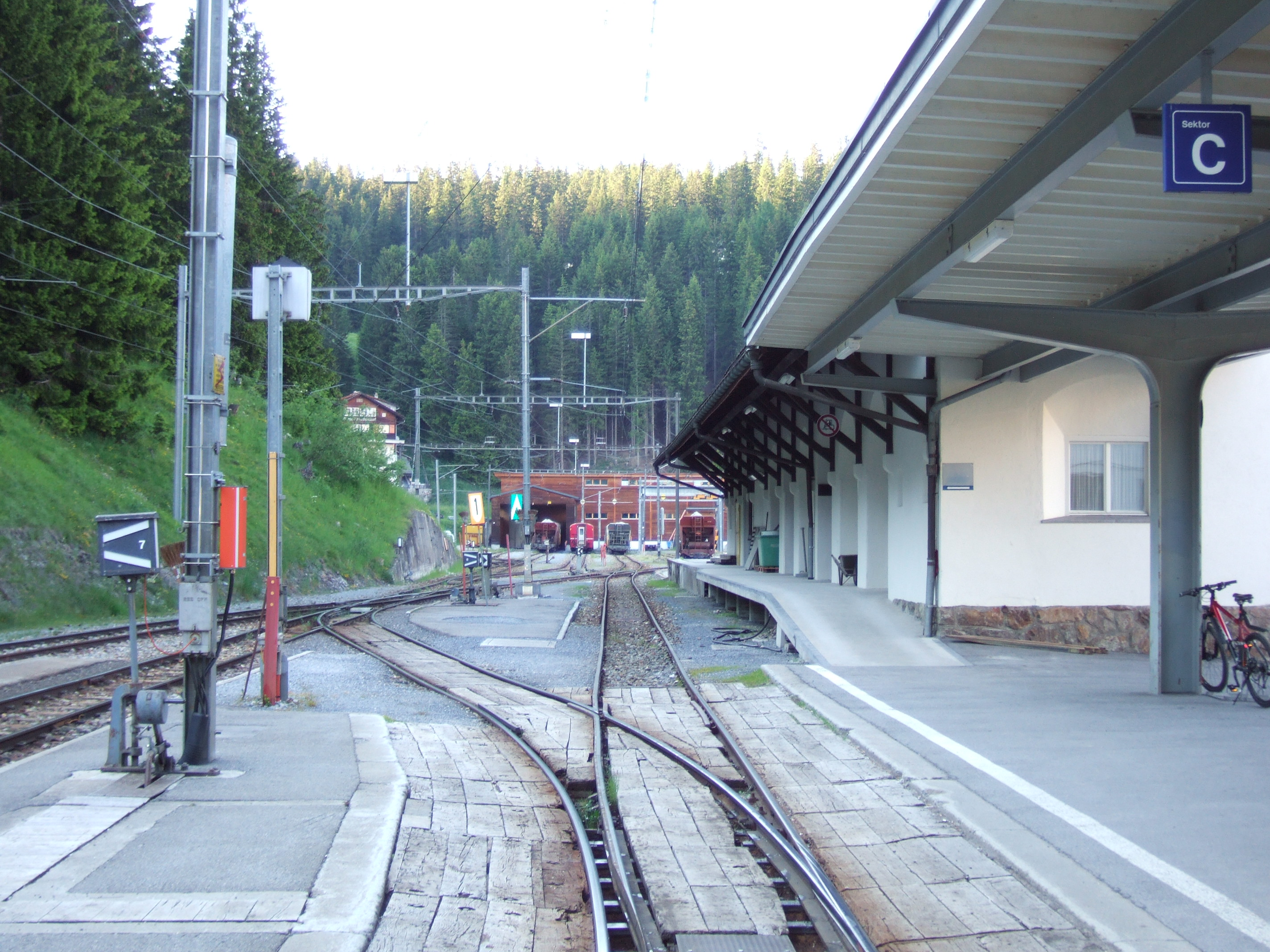
역 정상에서 바라본 마당의 모습